# Католицька церква в Центральноафриканській Республіці
Като́лицька це́рква в Центральноафрика́нській Респу́бліці — найбільша християнська конфесія Центрально-Африканської Республіки. Складова всесвітньої Католицької церкви, яку очолює на Землі римський папа. Керується конференцією єпископів. Станом на 2004 рік у країні нараховувалося близько 793 000 католиків (22,71% від усього населення). Існувало 9 діоцезій, які об'єднували 114 церковних парафій.  Кількість  священиків — 277 (з них представники секулярного духовенства — 139, члени чернечих організацій — 138), постійних дияконів — 0, монахів — 189, монахинь — 334.